# Gregorio Lasaga Larreta
Gregorio Lasaga Larreta (Viérnoles, 1839-Torrelavega, septiembre de 1902) fue un escritor, historiador y etnólogo montañés. Participó en el conocimiento de la historia y la cultura de Cantabria. Su obra está marcada por el posromanticismo y el folclore cántabro.

## Biografía
Nació en el barrio de Rioarriba, Viérnoles, en 1839. Allí vivió toda su vida. Tras estudiar en Villacarriedo continuó unos estudios eclesiásticos que tuvo que dejar por problemas de salud. A partir de entonces se dedicó a la investigación histórica. Poco antes de su muerte mudó residencia a Torrelavega, donde murió en 1902.

## Obra
Entre los principales trabajos que publicó destacan:
- Compilación histórica, biográfica y marítima de la provincia de Santander. Cádiz, 1865.[1]
- Monografía de Santa María de Yermo. Santander, 1894.[1]
- Los pasiegos (1896). Publicado en 2003.[3]
- Dos Memorias. Cuadros históricos y de costumbres antiguas de la provincia de Santander. Santander, 1899.[2]
- Tradiciones Montañesas. Inédito.[1]